# NGC 883
NGC 883 é uma galáxia elíptica (E-S0) localizada na direcção da constelação de Cetus. Possui uma declinação de -06° 47' 26" e uma ascensão recta de 2 horas, 19 minutos e 05,2 segundos.
A galáxia NGC 883 foi descoberta em 10 de Setembro de 1785 por William Herschel.